# معركة فيشر هيل
معركة فيشر هيل (بالإنجليزية: Battle of Fisher's Hill) هي معركة وقعت في الفترة من21 سبتمبر إلي 22 سبتمبر عام 1864 ، بالقرب من ستراسبورغ ، فرجينيا ، كجزء من حملات الوادي في عام 1864 أثناء الحرب الأهلية الأمريكية . وعلى الرغم من مواقعهم الدفاعية القويه ، الا ان الجيش الكونفدرالي هُزم من قبل القوات الاتحادية .

جنبا إلى جنب خرائط أطلس من معارك فيشرز هيل وسيد كريك

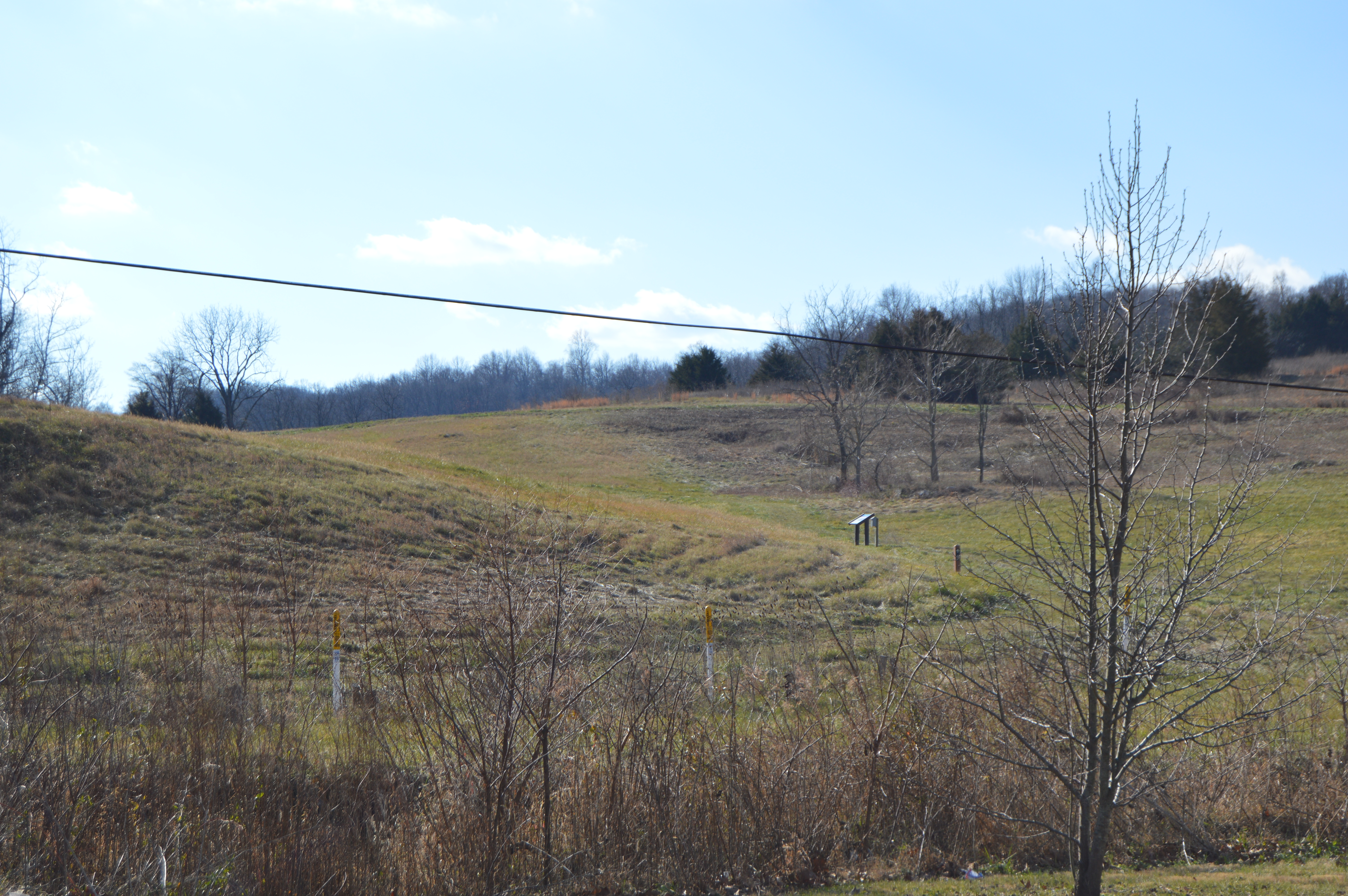
جانب من ساحة المعركة مصورة في عام 2016

## الحفاظ على ساحة المعركة
حافظ عدد من الشركاء علي ساحة المعركة.  حيث يتميز الجزء المحافظ عليه من ساحة المعركة بمسارات وعلامات تفسيرية. 

### مذكرات ومصادر أولية
- في وقت مبكر ، Jubal A. مذكرات من السنة الأخيرة من الحرب من أجل الاستقلال في الولايات الكونفدرالية الأمريكية . حرره غاري دبليو غالاغر . كولومبيا: مطبعة جامعة ساوث كارولينا ، 2001. ISBN   1-57003-450-8 .
- شيريدان ، فيليب هنري. مذكرات شخصية ل PH شيريدان ، العام ، جيش الولايات المتحدة في مجلدين ، المجلد. II. نيويورك ، نيويورك: Charles L. Webster & Company ، 1888.
- وزارة الحرب الأمريكية ، حرب التمرد نسخة محفوظة 13 سبتمبر 2009 على موقع واي باك مشين. : مجموعة من الوثائق الرسمية للاتحاد والجيوش الكونفدرالية . واشنطن ، العاصمة: مكتب الطباعة التابع للحكومة الأمريكية ، 1880 – 1901.